# Violante Beatrice di Baviera
Violante Beatrice di Baviera (in tedesco: Violante Beatrix von Bayern; Monaco di Baviera, 23 gennaio 1673 – Firenze, 30 maggio 1731), figlia di Ferdinando Maria, Elettore di Baviera, e di Enrichetta Adelaide di Savoia, fu gran principessa di Toscana, in quanto moglie di Ferdinando de' Medici, principe ereditario al trono di Toscana. Diventata vedova nel 1713, le fu affidato l'incarico di governatrice della città di Siena, che ricoprì dal 1717 al 1731, anno della sua morte.
Sotto il suo governatorato venne emesso il bando "Nuova divisione dei confini delle Contrade", con il quale si fissava in modo definitivo il numero delle contrade che avevano diritto a correre il Palio, e con il quale si stabilivano anche i confini territoriali di ciascuna di esse; l'editto determina ancora oggi la suddivisione del centro storico della città toscana.

## Biografia

### Infanzia
Violante nacque il 23 gennaio 1673, quarta figlia di Ferdinando Maria di Baviera, duca di Baviera ed Elettore del Sacro Romano Impero, e di Enrichetta Adelaide di Savoia, discendente dal ramo francese dei Borbone e il cui nonno era Enrico IV di Francia.
Rimase presto orfana della madre, all'età di tre anni, e del padre, all'età di sei anni. A occuparsi della sua crescita e della sua educazione fu la baronessa piemontese Federica Simeoni, che la introdusse fin da subito allo studio del liuto e del canto, delle lingue straniere quali il francese, il turco e lo spagnolo, del teatro e della poesia, che coltivò fino alla fine dei suoi giorni.
Questi anni di giovinezza furono per la piccola principessa fatti di vita all'aria aperta, esercizio fisico, caccia ed equitazione. Attività che non poté più praticare quando, a quindici anni, raggiunse la corte fiorentina, ambiente formale e tradizionalista.

### Trattative matrimoniali
Nel Granducato di Toscana, negli stessi anni, Cosimo III de' Medici avrebbe voluto che la propria stirpe proseguisse, ma il figlio, Ferdinando de' Medici, era riluttante al matrimonio. Si trovò un compromesso nella possibilità data al giovane di compiere un lungo viaggio a Venezia; in cambio l'erede sarebbe convolato a nozze. La prima scelta ricadde sull'erede al trono del Portogallo; tuttavia dal sovrano lusitano giunsero così numerose condizioni, tra cui l'annessione della Toscana al regno portoghese, che i Medici ripiegarono su una soluzione meno drastica, ma pur sempre strategica. Il matrimonio con Violante di Baviera, infatti, avrebbe rafforzato i rapporti d'alleanza con i Borbone, in un momento in cui la piccola Toscana era oggetto di mira da parte delle grandi potenze - Regno di Francia, Sacro Romano Impero e Regno d'Inghilterra -, poiché luogo nevralgico al confine con lo Stato Pontificio. Il 24 maggio 1688 venne stilato il contratto di matrimonio tra i due: Violante avrebbe portato una dote di 400 000 talleri e, in caso di morte del marito, il granducato avrebbe dovuto restituirgliene la metà; inoltre i Medici si impegnavano, in caso di vedovanza, a risarcirla con l'importante somma di 20 000 ungheri, sotto forma di rendite di una città del granducato da lei amministrabile. Per non turbare gli equilibri della corte fiorentina, Violante avrebbe potuto portare con sé solo una damigella di compagnia e una ragazza come servitù, mentre la principessa avrebbe preferito al seguito una corte più numerosa.

### Matrimonio

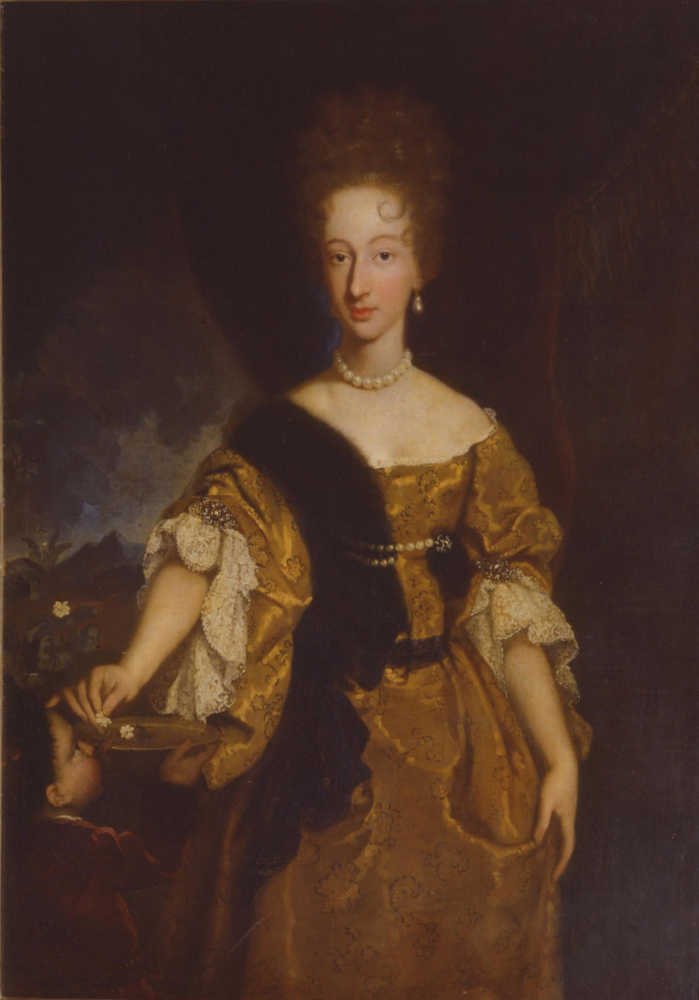
Niccolò Cassana, Violante Beatrice di Baviera, gran principessa di Toscana, circa 1695, Museo Stibbert, Firenze

Salutata da una Monaco festante con cerimonie e banchetti e dopo un viaggio durato quasi un mese, Violante arrivò alle porte del granducato, dove però ad accoglierla trovò soltanto il cognato Gian Gastone, essendo Ferdinando ancora impegnato nei suoi viaggi di piacere pre-matrimoniali. Nonostante fosse giunta a Firenze già dal 29 dicembre del 1688, anche il suo ingresso ufficiale venne ritardato di qualche giorno, per permettere alla corte di terminare i preparativi secondo il gusto ricco e fastoso della casa regnante.
Il 9 gennaio 1689 si celebrò il solenne matrimonio. Come riportato dalle cronache del tempo, prima della cerimonia Violante sfilò per le strade di Firenze in un solenne corteo, seduta su un ricchissimo baldacchino portato da giovani rampolli della nobiltà toscana, seguita dai membri della famiglia granducale e dalle alte cariche dello Stato e dall'esercito. La cappella era adornata sfarzosamente, con le più alte istituzioni ecclesiastiche riunite e il futuro cardinale Jacopo Antonio Morigia a officiare la cerimonia, al termine della quale il granduca pose sul capo della sposa la corona utilizzata per l'incoronazione di Cosimo I.

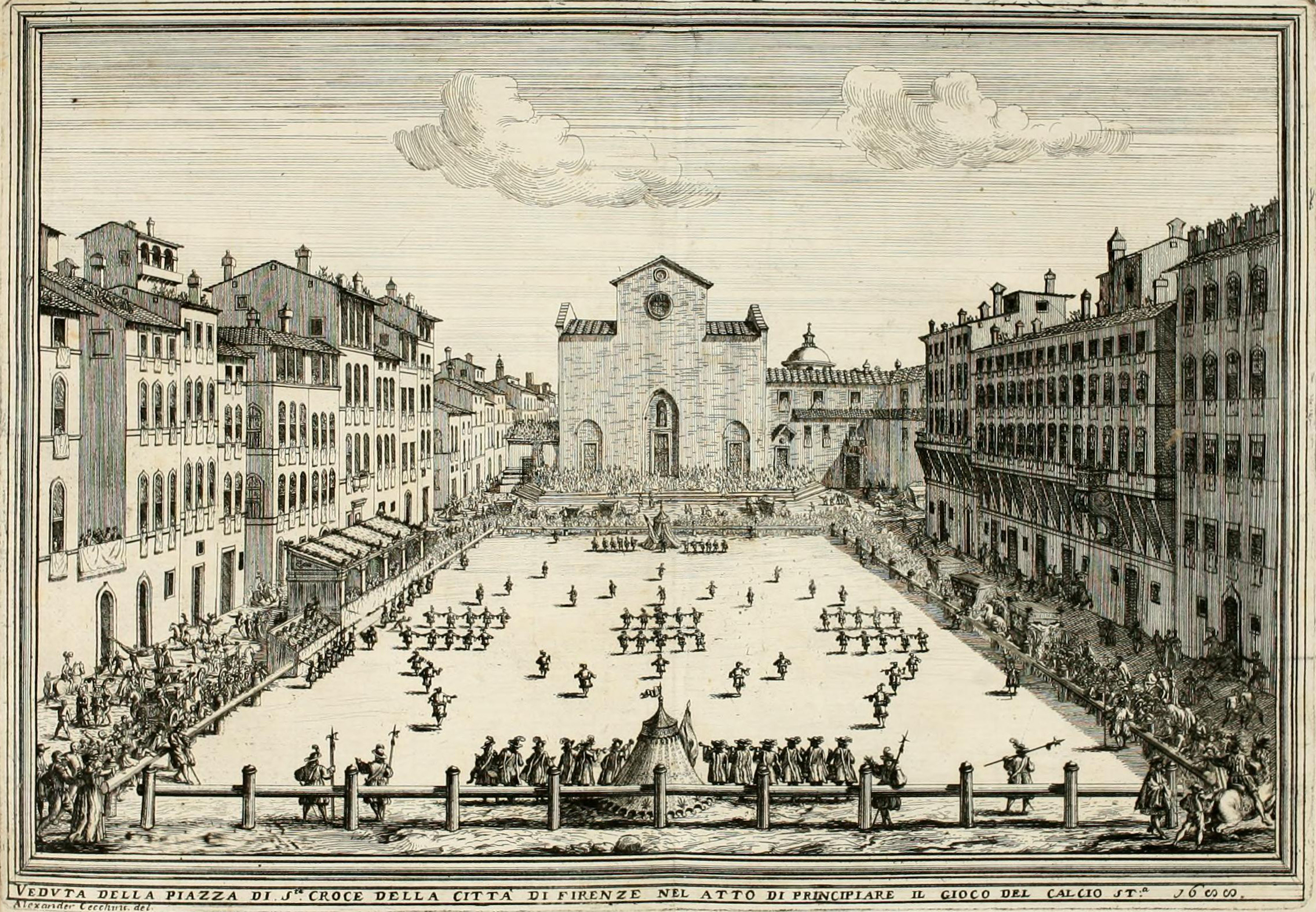
Il calcio fiorentino in piazza Santa Croce a Firenze nel 1688

Dopo solenni orazioni, a palazzo Medici Riccardi iniziò il ricevimento nuziale, primo festeggiamento di un ricco programma che, tra l'altro in concomitanza con il periodo carnevalesco, prevedeva feste in maschera, banchetti sfarzosi, rappresentazioni teatrali, giostre e una partita di calcio storico fiorentino organizzata per l'occasione. Celebrazioni alle quali furono dedicati numerosi odi e sonetti, nonché dipinti e medaglie commemorative.
Il matrimonio durò ventiquattro anni, fino a quando, nel 1713, Ferdinando morì per la sifilide contratta durante il viaggio a Venezia. L'unione non fu mai delle più felici: Ferdinando infatti non aveva mai fatto mistero di essersi sposato solo per compiacere il padre, senza mai provare nulla di profondo per la moglie; da parte sua, "questa giovane e gentile, forse per inesperienza e certamente per la sua educazione religiosa, era incapace di esercitare un'attrattiva su suo marito", come scrisse nelle sue lettere Paolo Minucci.

### Vita a Corte
A Firenze Violante, senza la propria corte, si trovò circondata di soli toscani. Fra questa aristocrazia, ebbero un ruolo importante la senese Vittoria Piccolomini Bichi d'Aragona, come Maestra di Camera, Piero Capponi, che la servì per venticinque anni scandendo il suo cerimoniale, e Jacopo Guidi, come primo segretario sia alla corte fiorentina sia nel periodo senese.
Violante costituì una schiera personale, parallela a quella del marito, composta principalmente da giovani paggi e soprattutto giovinette aristocratiche, con le quali strinse strette relazioni, dando così all'universo femminile una dimensione di protagonismo all'interno del palazzo granducale. Questi anni a Firenze li trascorse principalmente con loro, attribuendo alle sue dame, come era usanza nelle accademie letterarie da lei frequentate, soprannomi e nomignoli che solo grazie alle composizioni poetiche del canonico Marco Antonio Mozzi, Sonetti sopra i Nomi dati ad alcune Dame Fiorentine della Ser. Principessa Violante, oggi possiamo associare alle persone.

### Crisi dinastica
Le speranze di Cosimo III di garantire una discendenza alla famiglia furono tutte riposte nel matrimonio fra Violante e Ferdinando, ma la sterilità di lei (nonostante i tentativi del granduca per sopperire alla disgrazia con pubbliche funzioni religiose, che suscitarono solo il ludibrio del popolo), oltre che la sifilide di lui, delusero tali aspettative. Il granduca non poteva infatti contare sugli altri figli, in quanto Gian Gastone si rivelò impotente e omosessuale, mentre Anna Maria Luisa, data in sposa a un Elettore del Palatinato, aveva già abortito due volte. In un estremo tentativo, nel 1709, ormai alla soglia dei cinquant'anni e malato, il fratello di Cosimo III, Francesco Maria, venne prosciolto dai voti di cardinale e fatto sposare con una giovane Gonzaga, ma la sposa non nascondeva la repulsione per il marito malandato e anche questo matrimonio non diede eredi. A nulla valsero pertanto gli sforzi di Cosimo III per perpetuare la dinastia e mantenere l'indipendenza del Granducato di Toscana, sempre più ambito da altre potenze europee più grandi e solide.

### Morte di Ferdinando

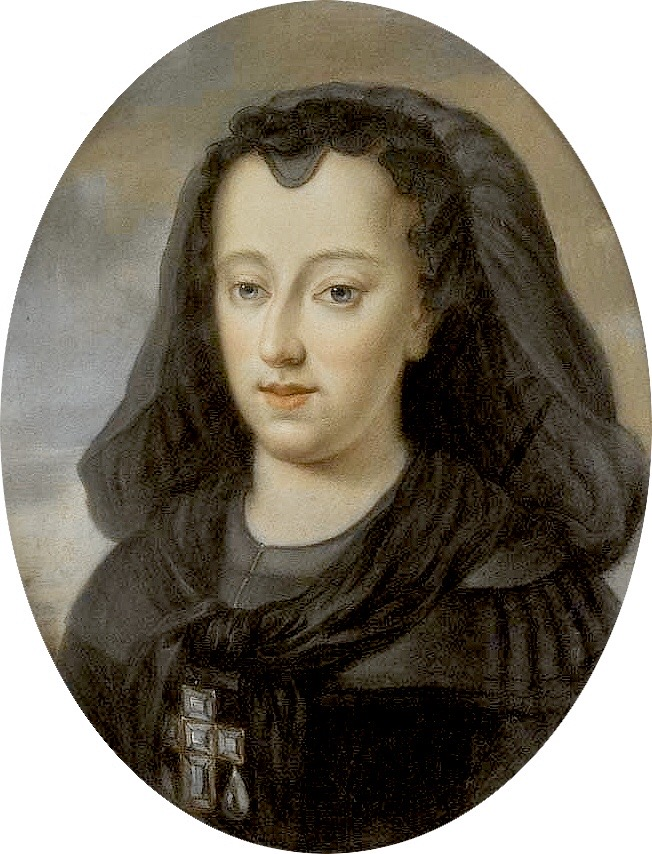
Giovanna Fratellini, Violante Beatrice di Baviera a lutto, circa 1713-17, Galleria Palatina, Firenze

Col passare del tempo la salute di Ferdinando peggiorò in modo drammatico: la sifilide lo stava consumando, il fisico era sempre più debilitato e gli attacchi epilettici sempre più ricorrenti; numerosi luminari italiani e stranieri cercarono invano di curarlo, fino alla morte che sopraggiunse il 30 ottobre 1713. Sebbene Violante avesse intenzione di tornare in Baviera dopo la morte del marito, Cosimo glielo impedì, non volendo pagare come da contratto, viste le scarse risorse economiche, quanto pattuito in termini di beni dotali. Si prospettò allora per Violante un nuovo scenario politico: il governatorato della città di Siena, rimasto da poco vacante per la scomparsa di suo zio l'ex cardinale Francesco Maria de Medici. Violante accettò, pattuendo da subito con Cosimo l'entità dei suoi guadagni e la possibilità di portarsi la sua corte personale.
La scelta di Violante fu vista dal ceto dirigente senese di buon occhio, sia perché, mancando da qualche tempo il governatore, la consulta a lui sostituita non riusciva a sopperire con costanza ai propri doveri, sia perché un governatore proveniente dalla famiglia granducale significava maggiore peso politico e giuridico per la città; tanto di buon occhio che un sacerdote senese scrisse in una sua lettera: "Violante è per Siena come la benefica pioggia che, nel maggio 1716, aveva allontanato dalle campagne lo spettro della siccità e, quindi, della carestia".

### Governatrice di Siena

#### Arrivo in città

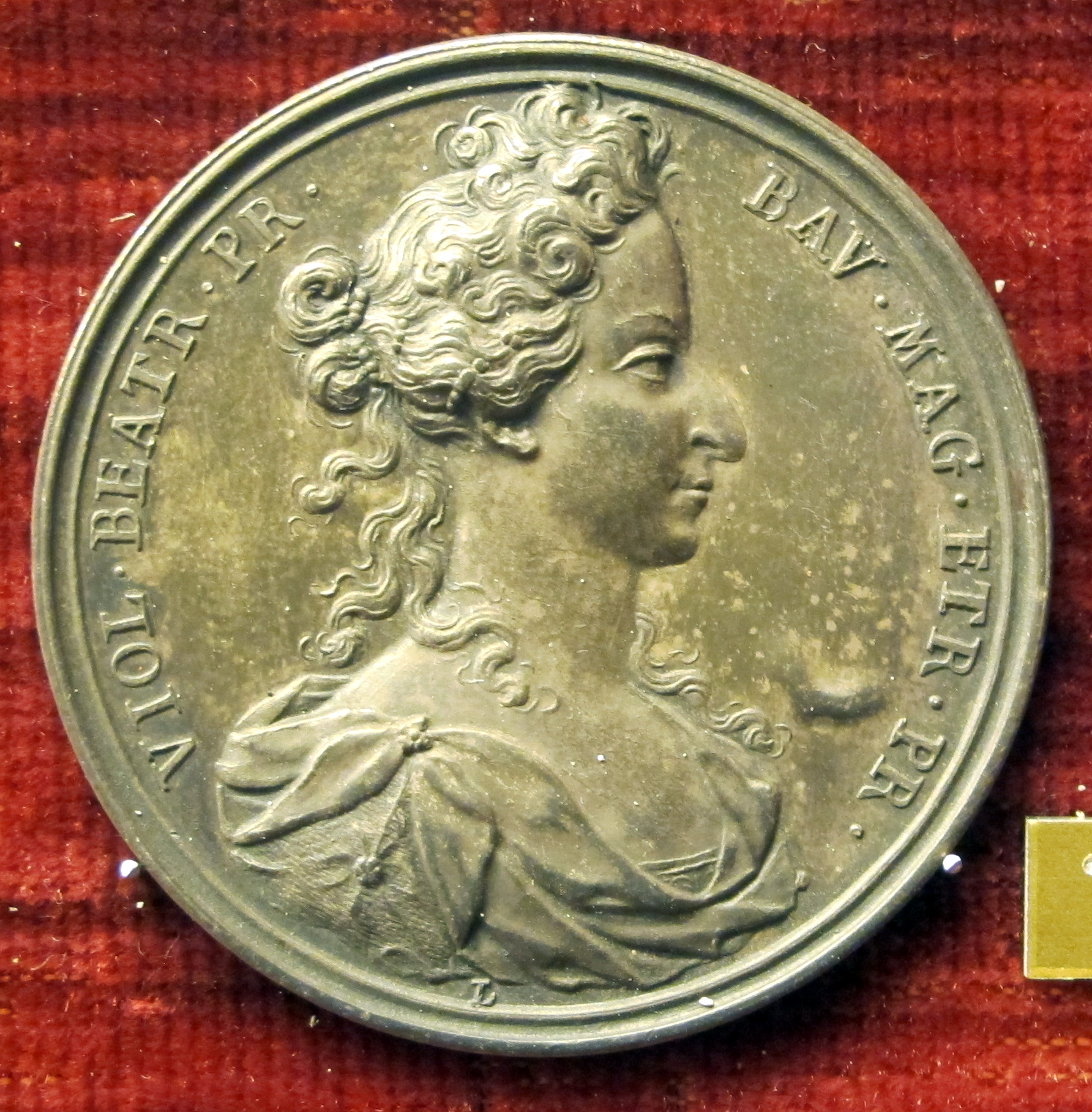
Medaglia commemorativa di Violante di Baviera

Violante da subito dimostrò il suo pragmatismo e la sua sobrietà: prima ancora di fare il suo ingresso a Siena, fece sapere, tramite una lettera inviata alla Balìa l'8 aprile, di non gradire al suo arrivo nella città un'accoglienza carnevalesca e sfarzosa da parte del popolo, bensì che "fossero osservate tutte le buone costituzioni per la prammatica del vestire".
La solennità e l'importanza dell'evento portarono però i senesi a non voler rischiare brutte figure: lunedì 12 aprile 1717 ad accogliere la principessa, nonostante le sue richieste, vi furono uno stuolo di dame alla guida di un corteo composto da tutti i membri della Balìa e dall'aristocrazia senese al gran completo. Violante venne scortata su una sfarzosa carrozza trainata da dodici cavalli, in mezzo a due ali di popolo festante, fino a Porta di Camollia, attesa dalle contrade con le loro bandiere (in segno di coinvolgimento di tutta la città), fuochi d'artificio, madrigali e carri allegorici. Da Fonte Gaia venne fatto sgorgare vino al posto dell'acqua, la torre del Mangia rintoccò e un'orchestra venne fatta suonare per l'occasione. Dopo aver reso simbolicamente omaggio alle istituzioni passando davanti al Palazzo comunale, il corteo si mosse in direzione del duomo, dove erano in attesa l'arcivescovo e il rettore dell'Opera del duomo. Qui venne recitato il Te Deum e, subito dopo, Violante si raccolse silenziosamente in preghiera davanti alla Madonna del Voto, immagine venerata da tutto il popolo sin dal 1267 in onore della battaglia di Montaperti (1260) e rimasta poi punto di riferimento della città in tutte le emergenze storiche, come le aggressioni subite in occasione della battaglia di Camollia e della guerra di Siena o per scongiurare l'arrivo della peste del 1630.
Così facendo, la nuova governatrice volle manifestare pubblicamente la propria adesione ai canoni della religiosità civica, in modo da mostrare le sue buone intenzioni alla cittadinanza intera. Gli impegni e i saluti istituzionali proseguirono nei giorni successivi, durante i quali Violante concedette udienza a tutti i rappresentanti locali (politici, aristocratici, religiosi, intellettuali). Inoltre per l'occasione viene organizzato un Palio straordinario preceduto dall'allora consueta sfilata dei carri allegorici.

#### Strutture di potere

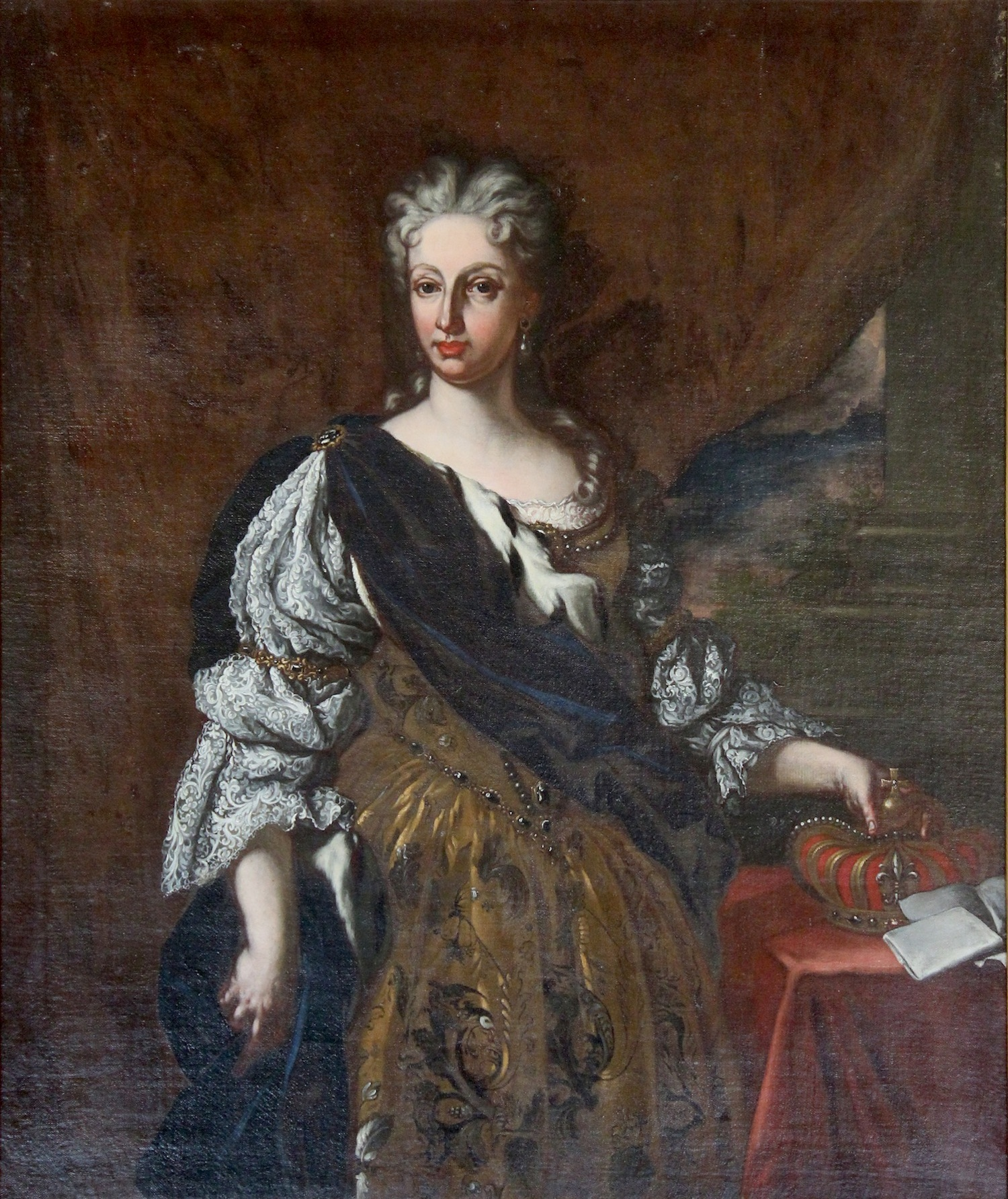
Giovanni Gaetano Gabbiani, Violante Beatrice di Baviera, 1725, "serie aulica", Galleria degli Uffizi, Firenze

Siena, insieme alla figura del governatore, era presieduta da magistrature vecchie e nuove: auditore generale, auditore fiscale, depositario, segretario delle leggi, capitano di giustizia, il consiglio grande, il concistoro. Con il passaggio dalla Repubblica allo Stato di Siena, inserito all'interno dello Stato granducale mediceo insieme al Ducato di Firenze, le decisioni importanti rimasero di spettanza della Balìa, storica magistratura ordinaria composta da venti membri scelti dal granduca in carica per un anno. Anche la consulta, organismo vicario temporaneo operante in caso di assenza del governatore, conquistò sempre più potere, diventando uno degli apparati più solidi anche dopo l'arrivo di Violante: quest'ultima infatti, non sciogliendo la consulta, risultò di fatto una coordinatrice dell'attività dei ministri. Tuttavia, pur lasciando a essa gran parte dei poteri, la principessa si assunse deleghe e impegni mai spettanti finora a un governatore: la sua giurisdizione andò a comprendere gli affari della comunità del contado, alcune nomine, per le quali attuò una rigida e attenta scelta e l'ascolto quotidiano delle suppliche del popolo.
Violante si dimostrò una solerte guardiana delle procedure istituzionali, senza rinunciare in caso di bisogno a chiedere consigli al suocero Cosimo in persona. Così facendo bilanciò equamente sia gli interessi dello Stato granducale sia l'autonomia locale senese, specialmente in un periodo in cui nel ceto elitario, detentore del potere, era in atto una ridefinizione non semplice da gestire. Violante approvò la proposta innovativa che prevedeva la nomina nobiliare anche per quei cittadini che, seppur provvisti dei requisiti, non avevano mai fatto parte, né loro né i loro familiari, della signoria, andando a forzare così il rigido conservatorismo delle istituzioni senesi. Nonostante questa forte presa di posizione, si destreggiò abilmente fra le due ali, vecchia e nuova, riuscendo a mantenerne l'equilibrio, grazie alla consapevolezza che entrambe nutrivano l'ambizione di inserire la propria città in un contesto internazionale. La corte venne scelta in modo da distribuire equamente le cariche fra tutte le famiglie più importanti e i vari Terzi di residenza, confermando così la volontà della governatrice di creare una struttura governativa precisa e bilanciata.

#### Regolamentazione del Palio
Violante si appassionò fin da subito alle vicende cittadine, riconoscendo nelle Contrade non un semplice aspetto pittoresco della città, ma dei veri e propri organi istituzionali. A tal proposito, acconsentì senza riserva alla richiesta della balìa di istituire un regolamento delle corse del Palio, diventate un appuntamento irrinunciabile al punto di essere ripetuto anche nel mese di agosto fin dai primi anni del secolo: è il 16 maggio 1721 quando il collegio di Balia emise il Bando che ancora adesso, seppur con l'aggiunta di modifiche, costituisce l'attuale regolamento del Palio. Redatto in sedici punti, sostituisce le norme anacronistiche proposte dal precedente governatore Francesco Maria de' Medici, introducendo importanti novità fra cui: il limite di dieci Contrade partecipanti a ogni Palio previa estrazione a sorte; gli orari da rispettare; la normativa del corteo storico che precede la corsa; la vittoria assegnata al cavallo che, compiuti i tre giri, arriva primo al palco dei giudici; il comportamento, l'abbigliamento, il compenso del fantino e l'uso del nerbo; infine, vennero stabilite importanti regole sull'ordine pubblico a fine corsa.

#### Bando sui confini delle Contrade
Il processo di regolamentazione del mondo contradaiolo continuò in quegli anni, grazie a un ulteriore Bando che sancì in via definitiva il territorio di ogni Contrada, riconosciuta come ente avente specifici diritti sulla porzione di città assegnata. La necessità di questa puntualizzazione scritta derivò da un caso sorto nel 1718: la Contrada dell'Aquila, seppur sparita dalla scena contradaiola da lungo tempo, al punto che il suo territorio era ormai stato spartito fra le Contrade limitrofe, chiese di prender parte alle corse, suscitando il disappunto delle consorelle. La sua insistenza è tale che, nel 1718, le viene concesso di correre il Palio di luglio. Per non rischiare di creare un precedente, Violante chiese alla Balìa di occuparsi del caso e trovare una soluzione: qualche anno più tardi, nel 1729, dopo una spinta decisa da parte del popolo stesso delle Contrade che rivendicava una maggiore autonomia, venne emanato il famoso Bando sulla nuova divisione dei confini delle Contrade, il quale stabilì che le Contrade siano diciassette (impedendo dunque una possibile riabilitazione di quelle soppresse, o la creazione di nuove), ridisegnandone il territorio di ognuna, in un tentativo di redistribuzione più equa del numero degli abitanti. Con tale Bando, messo a stampa in modo che chiunque potesse prenderne visione nel 1730, venne conseguentemente stabilito in quali strade e quali case ogni Contrada potesse chiedere la questua.

### Soggiorni a Firenze
Sebbene i propositi fossero stati dei migliori e la nobiltà senese avesse creduto fortemente nello Stato Nuovo di Violante, le aspettative furono ridimensionate dalla delusione per un mancato, profondo cambiamento, che prevalse nel giudizio complessivo sulla sovrana. Violante infatti, pur attenta alle esigenze del popolo e collaborativa con le alte cariche dell'aristocrazia, passò la maggior parte del suo governatorato lontana dalle mura di Siena, rendendo troppo impegnativo per i magistrati senesi trattare da soli tutti gli affari, che prevedevano la sua approvazione e quindi l'obbligo di raggiungerla continuamente nei suoi spostamenti. Più di una ragione spinse Violante a vivere lontana da Siena: sia motivi futili, come il clima migliore nella sua amata residenza a villa Lappeggi, vicino a Firenze, dove la sua corte era ancora riunita ("domani sera mi porterò a Lappeggi per godere un poco d'aria di campagna" scrive il 23 maggio del 1719); sia quelli più strettamente politici e di salute. La corte fiorentina continuò a essere per lei punto di riferimento e la speranza, vista nella morte di Cosimo III e nella mancanza di eredi di Gian Gastone, di una possibile successione, essendo la dinastia dei Medici ormai prossima al tramonto.
Con la sua condotta morale e il suo forte senso religioso cercò di arginare la sregolatezza di Gian Gastone e l'immagine pubblica ormai compromessa del granducato. Inoltre, i buoni rapporti con il pontefice la portarono spesso a Roma, accrescendo in lei il desiderio di vedere un giorno la corona toscana nelle mani della casa di Baviera. Secondo un'attenta stima di Giovanni Antonio Pecci, in quattordici anni di governo senese la Governatrice raccolse, sommando tutte le sue presenze nella città, appena due anni e mezzo di permanenza a Siena, dove la sua ultima apparizione avvenne il 2 febbraio del 1728.

### Soggiorni a Roma
Se Firenze e la sua corte furono il punto di riferimento politico, oltre che di rifugio durante il suo governatorato a Siena, Roma non fu da meno, specialmente nella seconda metà degli anni 1720. Confortata da un'incrollabile fede religiosa, la principessa a partire dal 1725 fu spesso ospite a Palazzo Madama, anno in cui giunse a Roma per il solenne giubileo, proprio come venticinque anni prima aveva fatto Cosimo III. Quest'atto, oltre a esser mosso dal sincero zelo religioso della principessa, rappresenta anche una continuità con l'operato del suocero nel saldare il rapporto fra trono e fede.
Anche l'arrivo nella città dei papi del 21 marzo, similmente a quello senese, viene riportato dal "gazzettiere" romano Francesco Valesio come un ingresso trionfale, accompagnato da un lungo corteo. I suoi numerosi soggiorni a Roma la vedono sempre occupata tra impegni e cerimonie religiose (come la consacrazione del nipote ad arcivescovo), eventi culturali (da lei amata la musica e la poesia) nonché eventi mondani per i quali a volte viene persino "chiacchierata". L'11 gennaio 1728 entra a far parte della Compagnia di San Giovanni Decollato, gesto per il quale papa Benedetto XIII decide di insignirla nello stesso anno con la Rosa d'oro, riconoscimento riservato a pochi in onore della virtù e del sostegno alla causa religiosa.

### Impegno sociale e culturale

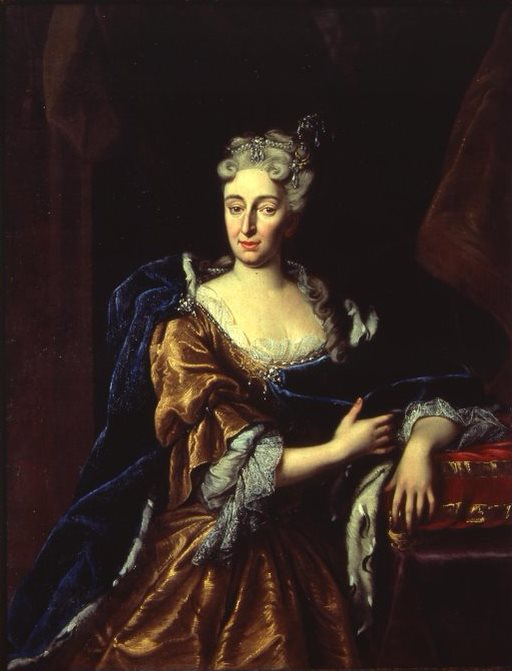
Ritratto di Violante di Baviera

Donna devota e di profondo zelo religioso, ama raccogliersi in preghiera e meditazione, fuggendo spesso da un mondo di corte sempre più falso e soffocante; al tempo stesso, però, sempre in nome della sua fede si occupa di attività caritatevoli: visita i sudditi malati (come ricorda per esempio una lapide affissa in via di Pantaneto), aiuta economicamente i bisognosi, offre istruzione e riparo a contadine e orfanelle. Coltiva una grande passione per lo studio delle lingue (ne saprà parlare perfettamente quattro), ma, soprattutto, per la poesia e per il teatro: a lei spesso vengono dedicate delle rappresentazioni (come "Il greco in Troia", nel giorno delle sue nozze, oppure "Il figlio delle Selve" di Carlo Sigismondi Capece, in onore della nascita dell'Accademia femminile del Cimento). Nella composizione si cimenta lei stessa, ma con scarsi risultati, preferendone la lettura e l'ascolto.
A palazzo, si contorna di poeti, fra i quali spicca il senese Bernardino Perfetti, che diventa suo protetto. La stima per il senese è tale che Violante insiste perché il papa gli conceda la laurea solenne in Campidoglio (l'ultimo a cui era stata assegnata era Petrarca); papa Benedetto XIII gliela concesse, data la profonda amicizia che lo legava alla mecenate, ma l'evento fu motivo di aspre critiche da parte degli altri letterati. L'interesse di Violante per la cultura e le lettere non si esaurisce solamente con poeti e letture, ma andando ben oltre la commissione: fonda infatti la già citata Accademia femminile del Cimento, in opposizione alla corrispettiva maschile e all'Accademia degli Affiliati di Pescia, mantiene stretti rapporti con l'Accademia degli Intronati di Siena (la più antica accademia del mondo), della quale viene nominata "invittissima e magnanima Protettrice", oltre che concedere favori alle altre importanti accademie senesi dei Rozzi e del Casin de Nobili.
Inoltre, si rivelò fine intenditrice di pittura, si circondò di artisti, come il pittore e ceramista Ferdinando Maria Campani che per lei realizzò piatti in maiolica con decori tardo barocchi. È stata anche protettrice di uomini di scienza, dal medico personale Mariano Crescenzio Vaselli, che consiglierà come medico di corte dei Savoia, a Bernardo Santucci, diventato poi medico personale del re Giovanni V del Portogallo. Non sorprende quindi che molti tra letterati, poeti, musicisti e pittori le abbiano dedicato alcune tra le loro opere d'arte, non solo come gesto all'epoca consueto per impetrarsi favori e protezione, ma anche come sincero riconoscimento della sua statura intellettuale.

### Malattia e morte
Sul finire degli anni 1720 la salute di Violante, da sempre cagionevole, peggiorò. Nel 1731 le notizie relative alle sue condizioni di salute vennero accolte a Siena con freddezza: le chiese esposero reliquie e icone sacre davanti alle quali raccogliersi in preghiera, ma i sudditi restarono indifferenti. Alle 6 del mattino del 30 maggio 1731, Violante morì a Firenze. Il popolo senese le concedette un formale cordoglio, occupato da altri eventi quali l'inaugurazione della nuova sala del teatro dei Rozzi, il passaggio da Siena del cardinale Aldobrandini e quello dell'ambasciatore veneto spodestato. La città che l'aveva osannata al suo arrivo, stufa del suo lungo assenteismo, la congedò con freddezza e indifferenza.
Per sua stessa volontà testamentaria, la sua salma non venne seppellita nel pantheon della famiglia Medici in San Lorenzo, ma tumulata nella cripta della chiesa di Santa Teresa nel monastero delle Carmelitane scalze, dove era solita recarsi per i suoi ritiri spirituali. Sempre per sua volontà, il cuore venne invece estratto e deposto ai piedi del defunto marito Ferdinando. In epoca napoleonica, la salma verrà ricomposta in San Lorenzo, ma solo per un breve periodo: il 26 febbraio 1858, riformatosi in Toscana il granducato, il corpo verrà nuovamente spostato in Santa Teresa, durante una ricognizione in cui fu ritrovato anche il cuore in un'urna di maiolica nella tomba del marito, rispettando così le sue volontà testamentarie.

## Ascendenza
|                                       |                            |                                       | Genitori                  |  |  | Nonni |  |  | Bisnonni               |  |  | Trisnonni            |  |
|                                       |                            |                                       |                           |  |  |       |  |  | Guglielmo V di Baviera |  |  | Alberto V di Baviera |  |
|                                       |                            |                                       |                           |  |  |       |  |  | Guglielmo V di Baviera |  |  | Alberto V di Baviera |  |
|                                       |                            | Anna d'Austria                        |                           |  |  |       |  |  | Guglielmo V di Baviera |  |  |                      |  |
| Massimiliano I, Elettore di Baviera   |                            |                                       |                           |  |  |       |  |  | Guglielmo V di Baviera |  |  |                      |  |
|                                       |                            | Renata di Lorena                      | Francesco I di Lorena     |  |  |       |  |  |                        |  |  |                      |  |
|                                       |                            | Renata di Lorena                      | Francesco I di Lorena     |  |  |       |  |  |                        |  |  |                      |  |
|                                       |                            | Renata di Lorena                      | Cristina di Danimarca     |  |  |       |  |  |                        |  |  |                      |  |
| Ferdinando Maria, Elettore di Baviera |                            | Renata di Lorena                      |                           |  |  |       |  |  |                        |  |  |                      |  |
|                                       |                            | Ferdinando II del Sacro Romano Impero | Carlo II d'Austria        |  |  |       |  |  |                        |  |  |                      |  |
|                                       |                            | Ferdinando II del Sacro Romano Impero | Carlo II d'Austria        |  |  |       |  |  |                        |  |  |                      |  |
|                                       |                            | Ferdinando II del Sacro Romano Impero | Maria Anna di Wittelsbach |  |  |       |  |  |                        |  |  |                      |  |
| Maria Anna d'Asburgo                  |                            | Ferdinando II del Sacro Romano Impero |                           |  |  |       |  |  |                        |  |  |                      |  |
|                                       |                            | Maria Anna di Baviera                 | Guglielmo V di Baviera    |  |  |       |  |  |                        |  |  |                      |  |
|                                       |                            | Maria Anna di Baviera                 | Guglielmo V di Baviera    |  |  |       |  |  |                        |  |  |                      |  |
|                                       |                            | Maria Anna di Baviera                 | Renata di Lorena          |  |  |       |  |  |                        |  |  |                      |  |
| Violante Beatrice di Baviera          |                            | Maria Anna di Baviera                 |                           |  |  |       |  |  |                        |  |  |                      |  |
|                                       | Carlo Emanuele I di Savoia | Emanuele Filiberto di Savoia          |                           |  |  |       |  |  |                        |  |  |                      |  |
|                                       | Carlo Emanuele I di Savoia | Emanuele Filiberto di Savoia          |                           |  |  |       |  |  |                        |  |  |                      |  |
|                                       | Carlo Emanuele I di Savoia | Margherita di Valois                  |                           |  |  |       |  |  |                        |  |  |                      |  |
| Vittorio Amedeo I di Savoia           | Carlo Emanuele I di Savoia |                                       |                           |  |  |       |  |  |                        |  |  |                      |  |
|                                       |                            | Caterina Michela d'Asburgo            | Filippo II di Spagna      |  |  |       |  |  |                        |  |  |                      |  |
|                                       |                            | Caterina Michela d'Asburgo            | Filippo II di Spagna      |  |  |       |  |  |                        |  |  |                      |  |
|                                       |                            | Caterina Michela d'Asburgo            | Elisabetta di Valois      |  |  |       |  |  |                        |  |  |                      |  |
| Enrichetta Adelaide di Savoia         |                            | Caterina Michela d'Asburgo            |                           |  |  |       |  |  |                        |  |  |                      |  |
|                                       |                            | Enrico IV di Francia                  | Antonio di Borbone        |  |  |       |  |  |                        |  |  |                      |  |
|                                       |                            | Enrico IV di Francia                  | Antonio di Borbone        |  |  |       |  |  |                        |  |  |                      |  |
|                                       |                            | Enrico IV di Francia                  | Giovanna III di Navarra   |  |  |       |  |  |                        |  |  |                      |  |
| Maria Cristina di Borbone-Francia     |                            | Enrico IV di Francia                  |                           |  |  |       |  |  |                        |  |  |                      |  |
|                                       |                            | Maria de' Medici                      | Francesco I de' Medici    |  |  |       |  |  |                        |  |  |                      |  |
|                                       |                            | Maria de' Medici                      | Francesco I de' Medici    |  |  |       |  |  |                        |  |  |                      |  |
|                                       |                            | Maria de' Medici                      | Giovanna d'Austria        |  |  |       |  |  |                        |  |  |                      |  |
|                                       |                            | Maria de' Medici                      |                           |  |  |       |  |  |                        |  |  |                      |  |